# Giovane Pereira de Melo
Dom Giovane Pereira de Melo (Salinas, 16 de janeiro de 1959), é prelado católico brasileiro, atual bispo de Araguaína. Serviu anteriormente como bispo da Diocese de Tocantinópolis, de 2009 a 2023.

## Biografia
Nasceu em Salinas, na Arquidiocese de Montes Claros, Estado de Minas Gerais,o oitavo de dez irmãos. Fez os estudos primários em Fruta de Leite (MG); o ensino fundamental na Escola Sagrado Coração de Jesus em Rondonópolis, Mato Grosso, e o ensino médio no Instituto Cristo Rei em Várzea Grande (MT) e na Escola Luther King em Rondonópolis.
Ingressou no seminário em Campo Grande, Mato Grosso do Sul, frequentando o curso de Filosofia na Universidade Católica Dom Bosco, e o de Teologia no Instituto Teológico local, obteve a licenciatura em Teologia Pastoral na Pontifícia Faculdade Nossa Senhora da Assunção em São Paulo.
Ordenado presbítero em 24 de março de 1990, na Diocese de Rondonópolis, Mato Grosso, foi vigário, coordenador diocesano de pastoral e represente dos presbíteros do Regional Oeste 2 da CNBB junto à Comissão Nacional de Presbíteros (1993-1997). Também atuou como reitor do Seminário Maior Jesus Bom Pastor da Diocese de Rondonópolis, em Várzea Grande (MT); presidiu a OSIB regional e coordenou o Serviço de Animação Vocacional (SAV) do Regional Oeste 2 da CNBB (1999). Foi professor do Studium Eclesiástico Dom Aquino Correa (Sedac).
Em 2006, deixou a reitoria do seminário maior em Várzea Grande e assumiu a função de pároco da Paróquia Nossa Senhora Aparecida, em Rondonópolis, desempenhando também a coordenação diocesana de pastoral e a assessoria a diversas pastorais, movimentos e serviços.
No dia 4 de março de 2009, foi nomeado pelo Papa Bento XVI bispo da Diocese de Tocantinópolis, Estado do Tocantins. Foi ordenado para o episcopado pela imposição das mãos de Dom Juventino Kestering, no dia 8 de maio daquele ano, no Santuário Nossa Senhora Aparecida, com o lema: “Cuidarei do rebanho de Deus a mim confiado” (Ez 34,11). Foram co-consagrantes Dom Alberto Taveira Corrêa, então arcebispo de Palmas, e Dom Gentil Delázari, bispo de Sinop. O mesmo Dom Alberto presidiu à cerimônia de posse do novo bispo, no dia 24 seguinte, realizada em frente à Catedral de Nossa Senhora da Consolação, em Tocantinópolis, na presença de autoridades civis tais como o governador Marcelo Miranda. A diocese estava vacante havia mais de um ano, desde a transferência de Dom Miguel Ângelo Freitas Ribeiro para Oliveira, Minas Gerais, e vinha sendo administrada provisoriamente por Dom José Soares Filho, bispo de Carolina, Maranhão.
Dom Giovane foi bispo referencial das Comunidades Eclesiais de Base (CEBs), no Regional Norte 3 da CNBB, e membro da Comissão Episcopal para o Laicato, entre 2015 e 2019, sendo o responsável pelo acompanhamento do Setor CEBs em âmbito nacional. Em 7 de maio de 2019, foi eleito presidente da Comissão Episcopal Pastoral para o Laicato da Conferência Nacional dos Bispos do Brasil (CNBB), período a concluir-se em 2023.
Foi homenageado pela Assembleia Legislativa do Tocantins com o título de Cidadão Tocantinense, o qual lhe foi entregue na manhã de 20 de dezembro de 2022, pelo deputado Fabion Gomes.
Em 31 de janeiro de 2023, foi nomeado bispo da recém criada Diocese de Araguaína. A nova circunscrição estará localizada no Norte do Tocantins, com território desmembrado das dioceses de Tocantinópolis e Miracema do Tocantins.
Em 26 de abril de 2023, durante a 60° Assembleia Geral da CNBB, foi reeleito presidente da Comissão Episcopal para o Laicato, para o período de 2023-2027.